# Bishindeegiin Urantungalag
Bishindeegiin Urantungalag, född 24 februari 1977, är en mongolisk bågskytt. Hon deltog vid olympiska sommarspelen 2012 och 2020.